# Яковлево (Михайловское сельское поселение)
Яковлево — деревня в Калининском районе Тверской области. Относится к Михайловскому сельскому поселению.
Население по переписи 2010 — 130 человек, 53 мужчины, 77 женщин.
Расположена в 16 км к северу от Твери, на реке Ведемья, к северу от села Михайловское, за рекой — село Васильевское.